# 6e cérémonie des Hong Kong Film Awards
La 6e cérémonie des Hong Kong Film Awards a eu lieu le 24 avril 1987.

## Palmarès

### Meilleur film
- Le Syndicat du crime de John Woo
  - La Dernière Impératrice de Li Han-hsiang
  - Brotherhood de Stephen Shin
  - Love Unto Waste de Stanley Kwan
  - Just like the Weather de Allen Fong
  - The Lunatics de Derek Yee

### Meilleur réalisateur
- Allen Fong pour Just like the Weather
  - John Woo pour Le Syndicat du crime
  - Li Han-hsiang pour La Dernière Impératrice
  - Stephen Shin pour Brotherhood
  - Derek Yee pour The Lunatics
  - Stanley Kwan pour Love Unto Waste

### Meilleur scénario
- Tai An-Ping Chiu et Kit Lai pour Love Unto Waste
  - Ng Chong Chau pour Just like the Weather
  - John Woo pour Le Syndicat du crime

### Meilleur acteur
- Chow Yun-fat pour Le Syndicat du crime
  - Danny Lee pour Brotherhood
  - Ti Lung pour Le Syndicat du crime
  - Michael Hui pour Chocolate Inspector
  - Tony Leung Ka-fai pour La Dernière Impératrice
  - Tony Leung Chiu-wai pour Love Unto Waste

### Meilleure actrice
- Sylvia Chang pour Passion
  - Christine Lee Yuk-Kuen pour Just like the Weather
  - Season Ma pour Silent Love
  - Poon Hung pour La Dernière Impératrice
  - Sally Yeh pour Peking Opera Blues

### Meilleur acteur dans un second rôle
- Paul Chun pour The Lunatics

### Meilleure actrice dans un second rôle
- Elaine Jin pour Love Unto Waste

### Meilleur nouvel espoir
- Yuk Guen Lee pour Just like the Weather

### Meilleure photographie
- Christopher Doyle pour Soul